# Кросби, Альфред
Альфред Кросби (Alfred Worcester Crosby Jr.; 15 января 1931 г., Бостон, Массачусетс — 14 марта 2018 г., Нантакет, Массачусетс) — американский историк, специалист по биологической и эпидемиологической истории; экологический историк. Доктор философии (1961), эмерит-профессор Техасского университета в Остине, член Американского философского общества (2000) и Академии Финляндии. Его даже именовали «отцом экологической истории»; считается основоположником экологической истории в 1970-х годах. Занимался также общественной деятельностью, руководил антивоенными демонстрациями в годы войны во Вьетнаме. Наиболее известная работа — The Columbian Exchange (1972). Её указывают послужившей источником вдохновения для «Ружья, микробы и сталь» Джареда Даймонда. Также она потрясла Джона Макнилла в начале его академической карьеры.

## Биография
Родился в семье Кросби-старшего и урожденной Ruth Coleman, вырос в Уэлсли в том же штате, там же окончил школу.
В детстве увлекся Христофором Колумбом, что привело к формированию его научного интереса.
Окончил Гарвард (1952) со степенью по истории. Служил в армии США в 1952—1955 годах — в Панаме. Затем получил M.A.T. в Harvard School of Education.
Степень доктора философии по истории получил в Бостонском университете в 1961 году. Преподавал в Albion College, Университете штата Огайо. 11 лет состоял преподавателем истории в Университете штата Вашингтон, прежде чем в 1977 году поступил в Техасский университет в Остине в качестве профессора американских штудий. Преподавал там 22 года, вышел в отставку в 1999 году, оставшись эмерит-профессором. Член Американской академии искусств и наук.
В 1971-73 гг. фелло NIH, в 1987-88 гг. Гуггенхаймовский фелло; трижды являлся Фулбрайтовским фелло. Являся фелло John Carter Brown Library.
Являлся соредактором Studies in Environment and History.
Умер от осложнений болезни Паркинсона, от которой страдал последние два десятилетия; скончался в больнице. Супруга — лингвист Frances Karttunen; перед тем два брака окончились разводами; остались сын от первого брака и дочь от второго брака, две падчерицы и двое внуков. Пережил двух сестер.
Его первая книга «America, Russia, Hemp, and Napoleon» посвящена российско-американским отношениям, начиная с Американской революции и заканчивая войной 1812 года.
В книге The Columbia Exchange: Biological and Cultural Consequences of 1492 (1972) Кросби исследовал, как болезнь опустошила коренное население после высадки Колумба. Ещё более, по собственным словам — на порядок, он развил эту же тематику в книге Ecological Imperialism: The Biological Expansion of Europe, 900—1900 (1986). Эти его работы оказали большое влияние. Попыткой, поддержанной Кросби, обновить «Ecological Imperialism» — стал бестселлер Чарльза Манна (Charles C. Mann) 2011 года «1493: Uncovering the New World Columbus Created».
Книги переводились на китайский, греческий, итальянский, японский, корейский, польский, португальский, испанский, словенский, шведский и турецкий языки.
Его указывают введшим термин «Колумбов обмен».
Награды и отличия
- Medical Writer’s Association Award (1976)
- Ralph Waldo Emerson Prize[англ.] (1987)
- Distinguished Scholar Award, American Society for Environmental History (2001)

## Книги
- America, Russia, Hemp and Napoleon: American Trade with Russia and the Baltic, 1783—1812 (1965)
- The Columbia Exchange: Biological and Cultural Consequences of 1492 (1972)
- «America’s Forgotten Pandemic» (first published in 1976 as «Epidemic and Peace: 1918»)
- Ecological Imperialism: The Biological Expansion of Europe, 900—1900 (1986)
- The Columbian Voyages, the Columbian Exchange and Their Historians (1987)
- Germs, Seeds and Animals (1994); The Measure of Reality: Quantification and Western Society, 1250—1600 (1997) (French, 2001)
- Throwing Fire: Projectile Technology through History (2002)
- Children of the Sun: A History of Humanity's Unappeasable Appetite for Energy (New York: Norton, 2006)